# Rainer Gutknecht
Rainer Gutknecht (* 1. Juni 1931 in Stuttgart; † 13. März 2018 in Bad Dürrheim) war ein deutscher Politiker (CDU).

## Leben
Rainer Gutknecht, Sohn des Bürgermeisters von Rottweil Arnulf Gutknecht, studierte Rechtswissenschaften in Tübingen, München und Heidelberg. 1958 wurde er aufgrund seiner Dissertation „Der Regierungspräsident und seine Behörde“ an der Universität Tübingen promoviert. Nach erster und zweiter juristischer Staatsprüfung war er sechs Jahre lang als Referent für Organisation, Verfassung und Polizei beim Deutschen Städtetag tätig. 1966 wurde er vom Rheinisch-Bergischen Kreistag zum Kreisdirektor gewählt.
Er war von 1973 bis 1996 hauptamtlicher Landrat des Schwarzwald-Baar-Kreises, der 1973 durch die Gebietsreform der Landkreise Donaueschingen und Villingen entstanden war. Gutknecht war als erster Landrat des neuen Schwarzwald-Baar-Kreises an dem Entstehen ab 1973 maßgeblich beteiligt.
Er war zudem von 1976 bis 1992 Kreisvorsitzender des Deutschen Roten Kreuzes.

## Ehrungen und Auszeichnungen
- Verdienstkreuz am Bande des Verdienstordens der Bundesrepublik Deutschland (1983)
- Verdienstkreuz 1. Klasse des Verdienstordens der Bundesrepublik Deutschland (1996)
- Staufermedaille des Landes Baden-Württemberg
- Verdienstmedaille des Schwarzwald-Baar-Kreises in Gold

## Werk (Auswahl)
- Der Regierungspräsident und seine Behörde, Tübingen, Universität, Dissertation, 1958.
- Der Schwarzwald-Baar-Kreis. Seine Aufgaben, Villingen-Schwenningen, 1975